# Angus Deaton
Angus Stewart Deaton, (Edinburgh, 19. listopada 1945.), je škotsko-američki ekonomist. Godine 2015. dobio je Nobelovu nagradu za ekonomiju "za analizu potrošnje, siromaštva i blagostanja".
Doktorirao je 1974. na Sveučilištu u Cambridgeu u Engleskoj. Profesor je ekonomije i međunarodnih odnosa na Sveučilištu Princeton od 1983. godine.